# Jan Geurtz
Jan Geurtz (1950) is een Nederlands schrijver en leraar Tibetaans boeddhisme. Hij schreef onder meer de bestsellers Verslaafd aan liefde en De verslaving voorbij.

Volgens Geurtz kunnen mensen in hun vroege jeugd, door een gebrek aan liefde of aandacht, een gevoel van fundamentele zelfafwijzing ontwikkelen. Om de pijn daarvan af te dekken zoeken zij hun toevlucht tot allerlei verslavingen bijvoorbeeld door middel van drugs. Maar zij blijven vooral verlangen naar waardering van anderen en storten  zich in liefdesrelaties. Naast zijn werk als schrijver is hij ook therapeut en leidt hij Dzogchen retraites en cursussen, zowel in Nederland als daarbuiten. Zijn lessen zijn gericht op het ontwikkelen van een spirituele relatie met de ander en vooral met jezelf.  

## Levensloop
Jan Geurtz werd geboren in Indonesië maar groeide op in Oostburg (Zeeuws-Vlaanderen) waar hij vanaf 1957 tot 1967 woonde. Hij was het jongste kind in een rooms-katholiek gezin en had vier zussen en een broer. Zijn vader was leraar aardrijkskunde op een middelbare school in Oostburg. Terwijl zijn zussen en broer een gedegen opvoeding kregen, voelde hij zich, als nakomertje, aan zijn lot overgelaten. Hij kreeg het idee  dat hij zwak en onvolkomen was en probeerde van alles om zich maar geliefd te voelen.
Op 16-jarige leeftijd werd hij naar een technische hogeschool gestuurd in een stad, waar hij niemand kende. Hij vluchtte in roken, drugs en seks en leidde een wild bestaan als drummer in een bluesband. Hij verzette zich ook tegen het katholieke geloof, waarmee hij was opgevoed.
Hij volgde diverse studierichtingen, zoals Nederlands, orthopedagogiek en wetenschapsfilosofie, maar het eerste deel van zijn leven werd vooral getekend door tal van verslavingen: in de eerste plaats aan liefde en erkenning en later aan nicotine en amfetamine. Onduidelijk blijft - mede daardoor - waar Geurtz de opleidingen volgde, of en wanneer ze (succesvol) werden afgerond.
Hij kwam enkele keren in het (Zeeuwse) nieuws: rond zijn twintigste toen hij met een vriend in een eend naar Kameroen wilde, rond zijn vijfendertigste met een boek over Jan van Hinte en in hetzelfde jaar door een - eerst anonieme - enquête op touw te zetten over het functioneren van de plaatselijke politiek.
Toen hij vijfentwintig was trouwde hij en vestigde zich in Aardenburg. Na, naar eigen zeggen "een lange periode waarin ik als hippie had geleefd in de polder van Zeeuws-Vlaanderen en me met een bijstanduitkering van affaire na affaire sleepte". Hij werd leraar Nederlands op een school in Middelburg en kreeg twee kinderen, naast de twee kinderen die zijn toenmalige vrouw zelf al had. Tien jaar later eindigde het huwelijk in een echtscheiding en zijn loopbaan als leraar in een burn-out. In een interview met De Volkskrant zei hij het gevoel te hebben gehad, "gemangeld te worden tussen marxistische collega's die niet wilden toetsen en werkende jongeren die helemaal geen behoefte voelden om van hem Nederlands en maatschappijleer te leren". 
Hij was 35 jaar oud en tijdens een avond van diepe wanhoop kreeg hij het inzicht dat het nu de hoogste tijd was om zichzelf als het ware te onthechten en beter voor zichzelf te gaan zorgen, als een autonoom persoon.  Hij noemt het achteraf een ommekeer in zijn leven.
Hij vertrok naar Amsterdam en schreef zich in bij een Essence-cursus; een veelbezochte psychologische training uit jaren 90 ter versterking van het ego. De eerste verslaving, waar hij afscheid van nam was het roken. In 1995 begon Geurtz met groepstrainingen over rookverslaving. Zijn ervaringen resulteerden in zijn eerste boek De opluchting. Hierin belooft hij rokers dat ze binnen één dag van het roken af kunnen komen. In 1999 volgde het boek De verslaving voorbij en in 2004 Het einde van de opvoeding. In Verslaafd aan liefde  uit 2009 legt hij uit waarom liefdesrelaties vaak zo problematisch zijn.
In 2013 verscheen Verslaafd aan denken. Geurtz noemt overmatig denken ook een verslaving, in de zin dat mensen geneigd zijn door voortdurend te denken de illusie koesteren hun problemen te kunnen oplossen. Door dit gepieker krijgen gedachten nodeloos veel macht en gewicht. Er gewoon te zijn en niet te veel nadenken creëert vrijheid en levensgeluk. In 2017 kwam zijn boek Over liefde en loslaten.

## De rol van het ego
Veel van zijn inzichten ontleent hij aan Het Tibetaanse boek van leven en sterven dat hem in 1998 voor het eerste onder ogen kwam. Het is geschreven door de (later in opspraak gekomen) Tibetaanse meditiatieleraar Sogyal Rinpoche.
Jan Geurtz betoogt dat het menselijk ego voortdurend op zoek is naar materiële zaken, zoals geld en bezit, en de wetenschap dat je liefde ontvangt, met name van diegenen van wie jij houdt. Hij noemt dat een verkeerde opvatting, omdat deze uitsluit dat de mens met zichzelf gelukkig kan zijn.  Men is wel degelijk in staat is zich veilig te voelen, te ontspannen en een gevoel van eigenwaarde te ontwikkelen, zonder dat daar een andere persoon voor nodig is. Ook onder eenzaamheid hoef je niet te lijden, tenminste wanneer het niet leidt tot zelfafwijzing, in de vorm van gedachten dat niemand contact met jou wil.
In zijn lessen leert hij zijn leerlingen te ontdekken, wanneer het ego verkrampt is. Meestal gebeurt dat, wanneer aan die basale behoeftes van geborgenheid en veiligheid niet voldaan wordt. Het ego is naar buiten gericht, op bevrediging van buitenaf, maar Geurtz adviseert om zelf de verantwoordelijkheid  voor het eigen geluk te aanvaarden, in de wetenschap dat je goed bent, zoals je bent.

## Meditatie
Jan Geurtz benadrukt het belang van een goede relatie met jezelf. In ieders leven is er nu eenmaal tegenslag en verdriet, waardoor "je jezelf tegenkomt". Meditatie, zegt hij,  maakt het mogelijk onszelf te zien zoals we werkelijk zijn. Het mediteren onderbreekt de gedachtenstroom, die vaak geworteld is in een diepe angst, dat je als jezelf niets betekent.  Kwellende gedachten als niet zonder de ander te kunnen of willen leven of niets meer waard te zijn zonder een baan.
Tegen negatieve gevoelens vechten heeft geen zin. Het niet willen voelen werkt juist averechts. Geurtz ervaart tijdens de meditatie dat hij de negatieve emoties voorbij ziet komen en dat deze daarna als het ware vervliegen. Het lijden noemt hij het niet aanvaarden van de werkelijkheid. In lijden zit ook de bevrijding van het lijden zelf en, zo zegt hij, "onze  (on)volmaakte natuur te ontdekken."
De stem van dat bange jongetje, waar hij zelf zo’n hekel aan had, hoort hij nog regelmatig. Deze blijft getriggerd worden, dus echt verlicht voelt hij zich nog niet. Wanneer hij zich onprettig voelt gaat hij op zoek naar de kern van dit gevoel. Hij stelt zichzelf letterlijk de vraag: wat ben ík nu toch allemaal aan het doen? Deze methode geeft hem ruimte en rust. Door uit te zoomen ziet hij dat alles in de geest een spel is. Je hebt die gedachten, maar je bent die gedachten niet.
Meditatie, zegt hij, is niet meer dan gaan zitten en je geest te trainen om langer bij jezelf te blijven, zonder streven en zonder ambitie en te berusten. Zijn motto is: je hoeft niets te doen om goed te doen. Je mag je waardeloos voelen, maar je bent goed, zoals je bent.
Regelmatig trekt hij zich terug op een bergtop in Zuid-Frankrijk. Een retraite als hulpmiddel om de ruimte in de geest liefdevol en vriendelijk te maken, zonder oordeel over goed en kwaad. Hij leidt het leven van een kluizenaar. Een aantal jaren had hij  een woonboot in Amsterdam. Hij is de grote stad ontvlucht, omdat hij het leven daar te bedreigend vond en geen last meer wilde hebben van andere mensen en de drukte. Hij is, naar eigen zeggen, tamelijk prikkelgevoelig. Tegenwoordig woont hij in Vierhouten, waar hij minder mentale afleiding heeft en beter kan mediteren, maar ook af en toe de verveling toeslaat.

## Verdere spirituele ontwikkeling
Begin 2025 heeft Giel Beelen een uitgebreid gesprek met Geurtz. De schrijver geniet van een sabbatical en verdiept zijn spirituele ontwikkeling . 

Hij brengt zijn tijd door met niets doen en ervaart verveling en passiviteit. Dat is ingewikkeld, zegt Geurtz. Kijken naar ongemakkelijke gedachten en te ontdekken dat jij die gevoelens niet bent. Als vanuit een bovenbewustzijn toeschouwer zijn, de ruimte om de gedachten heen te ervaren. De pijnlijke gevoelens blijven er wel, maar staan op afstand. Het is dan eenvoudiger om te berusten in deze ongemakkelijke situatie.
Geurtz erkent dat dit vervelend is voor het ego, dat er altijd naar streeft om het zo prettig mogelijk te houden. Het geeft voortdurend aan, wat het wel en niet wil vasthouden of juist kwijtraken.
Er zijn ook mensen, die een soort van heropvoedingscursus voor het ego aanbieden. Alle aandriften en ongezonde emoties proberen af te leren om zich beter te voelen.  Om te voorkomen dat je hele dag aan het snuiven of blowen bent of in een hoekje zit te kniezen. 
Dit soort van lessen noemt de schrijver verhullende spiritualiteit, want zodra je je aan iets vastklampt om je weer goed te voelen, door bijvoorbeeld een verslaving aan een genotsmiddel, creër je een nieuw probleem. Verslavingen hebben op zich ook een nuttige kant, zegt Geurtz: "Soms heb je iets nodig om helemaal rock bottom te gaan,  op een extreem laag niveau te liggen en niet lager kunnen gaan . Daarna is het de kunst om weer overeind te krabbelen."
Mensen zijn voortdurend op zoek naar fijne ervaringen en het aanbod aan workshops en cursussen is groot. Geurtz noemt het gemakkelijk scoren. Hij geeft het voorbeeld van een les Ontspannen ademhalen. Iedereen vindt het prettig om een tijd lang lekker te ademen. Daarna krijgt men vaak een huilbui en voelt zich gelukkig. Daarna gaan ze weer naar huis, maar er is niets wezenlijks veranderd. Het is een nieuwe vorm van recreatie om je even prettig te voelen. Een bezoek aan de sauna sorteert hetzelfde effect.
Nu Geurtz op gevorderde leeftijd is  heeft hij een spirituele liefdesrelatie met een vrouw. Het voelt prettig en toch ervaart hij weer de angst van het kleine jongetje dat bang is om verlaten te worden. Maar hij realiseert zich dat hij dan opnieuw de geruststelling bij een ander zoekt en probeert zich te ontspannen. Het bange gevoel lost dan snel op.